# Casa Azul (Portugal)
A Casa Azul é um edifício sóbrio do início do Século XX (1909) localizado na freguesia de Cesar, Oliveira de Azeméis, Portugal.
A casa desenvolve-se em dois amplos pisos, ricamente decorados. Foi mandada construir por Leonardo José da Silva para aí morar com a sua esposa Dª Maria José Azevedo Portal, mantendo-se na família até meados dos anos 80 do século XX quando os beneméritos descendentes cederam o prédio e a sua quinta à Associação Le Patriarche agora Associação Dianova Portugal.
O edifício foi o primeiro centro de reabilitação de toxicodependentes que a instituição teve em Portugal tornando-se muito conhecida internacionalmente e desempenhando um importante papel social a nível local.
Serviu até 2013 como Centro de Acolhimento Temporário para casos de carência (até 1 ano) ou emergência social (até 3 meses), destinado a crianças, jovens e adultos de ambos os sexos, que tenham sido vítimas de maus tratos, desalojamento, entre outros. Presta serviços de alojamento, alimentação, lavandaria, acompanhamento social e psicológico, integração e apoio nas áreas da saúde, educação e laboral.
A casa possui diversas estruturas agrícolas anexas como eira e canastro tendo sido construída sobre as ruínas da primeira Igreja da freguesia datando do século XI.